# Nermin Useni
Nermin Useni (ur. 13 marca 1980 w Prizrenie) – bośniacki piłkarz występujący na pozycji lewego pomocnika lub skrzydłowego w czarnogórskiej drużynie Rudar Pljevlja.

## Kariera piłkarska
Nermin Useni jest wychowankiem zespołu Metohija Prizren. Od 2001 roku po każdym kolejnym sezonie zmieniał przynależność klubową. Od 2008 roku jest zawodnikiem Rudaru Pljevlja, występującego w pierwszej lidze czarnogórskiej. W sezonie 2009/2010 zdobył z tym zespołem podwójną koronę – mistrzostwo oraz Puchar Czarnogóry.
Był także powoływany do reprezentacji Bośni i Hercegowiny do lat 21.

## Sukcesy klubowe

### Rudar Pljevlja
- Zwycięstwo:
  - Prva liga: 2009/2010
  - Puchar Czarnogóry: 2009/2010